# Xã West Peoria, Quận Peoria, Illinois
Xã West Peoria (tiếng Anh: West Peoria Township) là một xã thuộc quận Peoria, tiểu bang Illinois, Hoa Kỳ. Năm 2010, dân số của xã này là 4.458 người.